# Piotr Ostański
Piotr Ostański (ur. 27 lipca 1952 w Poznaniu) – polski prezbiter katolicki, wykładowca uniwersytecki, egzegeta, biblista, proboszcz. 

## Życiorys
Urodził się w Poznaniu i po ukończeniu VIII Liceum Ogólnokształcącego im. Adama Mickiewicza w Poznaniu studiował teologię i filozofię w miejscowym Arcybiskupim Seminarium Duchownym. Święcenia kapłańskie przyjął w 1977 r. i podjął pracę jako wikariusz w parafiach św. Wojciecha, św. Michała, Niepokalanego Poczęcia Najświętszej Maryi Panny. 
Tematem pracy magisterskiej z teologii, której obrona odbyła się w 1978 r. była „Rewaloryzacja przysięgi w Nowym Testamencie (Mt 5, 33–38)”.
Od 1987 do 1993 r. pełnił obowiązki kapelana w Wojewódzkim Szpitalu Zespolonym na ul. Lutyckiej w Poznaniu, łącząc te obowiązki z dalszymi studiami na Papieskim Wydziale Teologicznym. Obrona pracy „Symbolika tchnienia w Piśmie Świętym. Studium teologiczne” przyniosła mu w 1992 stopień doktora teologii. W latach 1992–1998 podjął działalność dydaktyczną na Papieskim Wydziale Teologicznym w Poznaniu wykładając biblistykę, jednocześnie od 1996 do 1998 wykładając w Wyższym Seminarium Duchownym w Szczecinie. W latach 1995–1996 prowadził w Pniewach i Żabikowie rekolekcje dla absolwentów studiów teologicznych. W 1998 r. został adiunktem w Zakładzie Nauk Biblijnych na Wydziale Teologicznym Uniwersytetu Adama Mickiewicza. Po otrzymaniu stypendium naukowego prowadził badania nad przekładami tekstu w Johannes Calvijn Vrije Universiteit w Amsterdamie. Przez 12 lat prowadził działalność duszpasterską w parafii Nawrócenia św. Pawła Apostoła i w tym czasie 19 listopada 2008 habilitował się na podstawie pracy „Historiozbawcza wizja starości w Piśmie Świętym. Studium egzegetyczno-teologiczne”, a od 2009 r. podjął obowiązki adiunkta w Zakładzie Egzegezy Starego i Nowego Testamentu. Na terenie parafii Nawrócenia św. Pawła Apostoła  prowadził w ramach Dzieła Biblijnego Archidiecezji Poznańskiej Warsztaty Biblijne. W 2010 objął funkcję proboszcza w Robakowie, a 1 lipca 2013 roku skierowany został do pełnienia posługi kapłańskiej w „Poznańskiej Farze”.

## Publikacje
Autor podręczników, książek, licznych publikacji i setek artykułów z których można wymienić:
- Epizod o nagim młodzieńcu (Mk 14, 51–52) na tle biblijnej nauki o nagości., Teologia Praktyczna, 2009
- Historiozbawcza wizja starości w Piśmie Świętym : studium egzegetyczno-teologiczne. Poznań: Uniwersytet im. Adama Mickiewicza. Wydział Teologiczny. Redakcja Wydawnictw, 2007. ISBN 978-83-60598-89-4. Brak numerów stron w książce
- Źródła łaski w Listach Powszechnych: sakrament chorych i modlitwa, Poznańskie Studia Teologiczne. 2006
- Objawienie Jezusa Chrystusa : praktyczny komentarz do Apokalipsy. Ząbki: Apostolicum - Wydawnictwo Księży Pallotynów, 2005. ISBN 83-7031-377-9. Brak numerów stron w książce
- Komunia duchowa. „List do Chorych. Pismo Archidiecezji Poznańskiej”. R. 4: 2001 nr 7-8 (32-33)
- Jak Biblia zamieszkała między nami. Dzieje tekstu biblijnego. Poznań: Księgarnia św. Wojciecha 2000
- Czytamy wspólnie Księgę Apokalipsy. Cz. 1-111. „Przewodnik Katolicki” 2000 nr 1-52/53
- Ilu aniołów jest w niebie? „Katecheta”. R. 43: 1999 nr 12
- Dlaczego boimy się śmierci? „List do Chorych. Pismo Archidiecezji Poznańskiej”. R. 2: 1999 nr 7-8 (8-9)
- Wiatyk. „List do Chorych. Pismo Archidiecezji Poznańskiej”. R. 2: 1999 nr 6 (7)
- Do czytania Pisma Świętego trzeba być przygotowanym. Cz. 1-51. „Przewodnik Katolicki” 1999

## Źródła internetowe
- Dane biograficzne na stronie UAM
- Ks. dr hab. Piotr Ostański, [w:] baza „Ludzie nauki” portalu Nauka Polska (OPI PIB) [dostęp 2010-06-29].